# Жуква
Жуква, жука или брнистра (Spartium junceum) врста је медитеранског жбуна из фамилије бобова (Fabaceae). Цветови су жуте боје, а биљке цветају крајем пролећа. Веома је честа у Јадранском приобаљу. 

## Отровност
Литература описује неколико случајева тровања жуквом, укључујући децу која су јела различите делове биљке. Алкалоиди који се могу наћи у свим деловима биљке су отровни.
Симптоми тровања зависе од количине, метода излагања биљци и временског распона од контакта са биљком. Укључују иритирање слузокоже уста и грла, претерано лучење пљувачке, повраћање, бол у стомаку и пролив. Код тежих случајева се јављају неуролошки симптоми, попут главобоље, делиријума и некотролисаног трзања, као и смањење крвног притиска, лупање срца и кома.